# Frank Wiegand
Frank Wiegand (Annaberg, 15 marzo 1943) è un ex nuotatore tedesco orientale.

## Carriera
Specializzato nello stile libero e nei misti, conquistò 4 medaglie, tutte d'argento, ai Giochi Olimpici.

## Palmarès
- Giochi olimpici estivi

Tokyo 1964: argento nei 400m stile libero, nella 4x100m stile libero e nella 4x200m stile libero.
Città del Messico 1968: argento nella 4x100m misti.
- Europei

Lipsia 1962: oro nella 4x100m misti, bronzo nei 400m stile libero e nella 4x100m stile libero.
Utrecht 1966: oro nei 400m stile libero, nei 400m misti e nella 4x100m stile libero, argento nella 4x200m stile libero e nella 4x100m misti.